# Tranquil Creek Park
Tranquil Creek Park är en park i Kanada.   Den ligger i provinsen British Columbia, i den sydvästra delen av landet, 3 700 km väster om huvudstaden Ottawa. Tranquil Creek Park ligger 853 meter över havet.
Terrängen runt Tranquil Creek Park är bergig åt sydväst, men åt nordost är den kuperad. Trakten runt Tranquil Creek Park är nära nog obefolkad, med mindre än två invånare per kvadratkilometer.. Det finns inga samhällen i närheten. 
I omgivningarna runt Tranquil Creek Park växer i huvudsak barrskog.